# 三浦淳寛
三浦 淳寛（みうら あつひろ、本名および選手時代の登録名：三浦 淳宏〈読み同じ〉、1974年7月24日 - ）は、埼玉県所沢市生まれ、大分県大分市出身の元プロサッカー選手、サッカー指導者。現役時代のポジションはミッドフィールダー。元日本代表。元サムデイ所属。フリーキックの名手で、日本における無回転フリーキック、ブレ球の先駆者。妻は元U-21女子日本代表の大竹夕魅。長女がいる。

## プロ入りまで
埼玉県所沢市生まれで、西武ライオンズのファン。子供の頃は野球をやっていてプロ野球選手を目指していた。ポジションは捕手。小学校1年生のときに大分県大分市に引っ越し、小学校3年生からサッカーを始める。国見高校時代に背番号10を担い、攻撃的MFとして活躍。全国高校選手権で優勝2回、ベスト4が1回の実績を残した。国見高校卒業後、青山学院大学に入学するも、1994年、大学を中退し、横浜フリューゲルスに入団した。

## クラブ経歴

### 横浜フリューゲルス時代
ジーニョ、セザール・サンパイオ、エバイールのブラジルトリオや、山口素弘、前園真聖、楢﨑正剛らと共にプレーした。
横浜F加入初年度の1994年は公式戦出場がなく、自ら志願してシーズンオフにイタリア・セリエBのコモへの留学を経験する。入団当初は攻撃的MFだったが、2年目に左サイドにコンバート後に頭角を表し、レギュラーに定着してからはジーニョ、前園とのコンビでサイドを切り崩していった。1996年と1997年1stステージには鹿島アントラーズと壮絶な優勝争いを演じた（1996年は3位、1997年1stステージは2位）。
1998年、レシャック新監督の下、攻撃的システム3-4-3を採用したフリューゲルスの中で、三浦は左ウイングを担った。
3-4-3スタイルを取ったチームは開幕戦の横浜ダービーで横浜マリノスを延長の末2-1で下すなど好スタートを切ったが、攻撃的スタイルの弊害から翌節から5連敗。その後7連勝するなどし1stステージは10勝7敗の成績を残した。 しかし、2ndステージに入ると守備が破綻するなど低迷し、レシャックは2ndステージ第8節をもって不振の責任を取って辞任した。後任監督にはコーチだったゲルト・エンゲルスが昇格し、フリューゲルスとして最後の天皇杯に臨み、優勝。合併が発表された10月29日以降、天皇杯優勝までリーグ戦を含めて（9試合）一度も負けることはなかった。天皇杯優勝後にチームの解散を嘆き号泣した。

### 横浜F・マリノス時代
1999年、フリューゲルスとの合併で誕生した横浜F・マリノスにスライド加入。2シーズン在籍し、2000シーズン1stステージ優勝に貢献した。

### 東京ヴェルディ1969時代
2001年、東京ヴェルディ1969に移籍。東京スタジアム（現:味の素スタジアム）のこけら落としとなったJリーグ開幕戦「東京ダービー」で直接フリーキックを“ブレ球”にて決め、スタジアムの第1号得点者となった。東京V移籍当初は中盤の右サイドであったが、左SBにコンバートされた。
2004年は、1stステージは出場停止だった1試合を除き14試合すべてに出場したが、相馬崇人の台頭もあり2ndステージは出番が激減し、11月には移籍の意思を表明していた。

### ヴィッセル神戸時代
2005年、新しいチームの柱を探していたヴィッセル神戸の誘いにより移籍する。開幕当初は本職の左サイドハーフとしてプレーしていたが、4月にエメルソン・レオンが新監督に就任すると、ポジションをより攻撃的なトップ下に移した。7月に三浦知良に代わりチームキャプテンに就任。しかし、シーズン中盤は足首の故障などで、欠場や出場時間を制限してのプレーを余儀なくされ、チームの順位は2度の監督交代も迷走に終わり、最下位を独走してシーズンは終了、J2に降格する。他チームへの移籍が噂されたが、「（J2降格について）自分に責任をすごく感じてたし、（チームを見捨ててJ1チームに移籍することは）このまま男として絶対にできなかった」とヴィッセル神戸残留を表明した。
2006年、横浜FC、柏レイソル、神戸の3強によるJ1昇格争いは3チームとも最終節まで勝ち点差2の状態で自動昇格を争った。2位で迎えた最終戦、勝てば自動昇格が決まるベガルタ仙台戦で三浦は退場し、チームも敗北。神戸は3位となり、J1・16位のアビスパ福岡とのJ1・J2入れ替え戦に回ることとなった。三浦は最終節の退場の影響で入れ替え戦の第1戦には出場できなかったが、入れ替え戦の結果、神戸が1年でのJ1復帰を達成した。その後、三浦は「生涯神戸」を誓った。
2007年、J1復帰した開幕直後の3月11日、川崎戦で相手選手からスライディングを受け左足小指を骨折、全治1か月となり欠場が続く。その後チーム練習に復帰したが、監督の松田浩は三浦の復帰に慎重な姿勢を取った。6月3日にサテライトでの名古屋戦後（この試合でもベンチには入っていたが、三浦の出場はなかった）の囲み取材で、三浦が記者に監督批判（三浦本人はしていないと主張している）をしたと報じられた その後、クラブハウスで松田との話し合いが持たれたが事態は好転せず、10日間の謹慎処分を受け、キャプテンを辞任した。6月26日に退団を表明した。その後、「J1クラブへの移籍は認めない」という神戸側の意向 によりJ2のアビスパ福岡への移籍が有力視されていたが、あくまでJ1クラブでのプレーを熱望した三浦は拒否した。

### 横浜FC時代
2007年8月12日、横浜FCへの移籍が発表される。ただし、移籍時の契約で、同年10月20日に行われた古巣の神戸戦には出場できなかった。この試合で横浜FCは0-3と大敗しJ2に降格する。2008年はJ1昇格を目指すチームの中で左サイドバック、ボランチ、攻撃的MFとしてプレーした。2009年シーズンは序盤はレギュラーとしてほぼ全ての試合に出場していたが、6月に負傷し戦線を離脱。秋には復帰し第50節のコンサドーレ札幌戦では長距離の直接フリーキックを決めた。2010年、10月までの出場は2回、計15分の出場に留まった。同年11月、横浜FCから戦力外通告を受けた。
2011年4月4日、自身のブログで現役引退を発表。

### 代表経歴
1997年、ワールドカップフランス大会アジア地区最終予選の壮行試合を兼ねたJOMO CUP「日本代表」対「Ｊリーグ外国籍選抜」に出場し日本代表デビューするも、最終予選の代表メンバーからは漏れ、公式戦出場は持ち越しとなった。
1999年6月6日のキリンカップ・ペルー戦で国際Aマッチ初出場。6月29日に行われたコパ・アメリカ1999のペルー戦で直接フリーキックを決めて代表初ゴールをあげた。
2000年には、楢﨑正剛、森岡隆三と共にオーバーエイジとしてシドニーオリンピックに出場し、1968年メキシコシティーオリンピック以来32年ぶりに決勝トーナメントに貢献。日本が優勝したAFCアジアカップ2000では大会途中に腰痛捻挫で帰国。しかし主戦場としていた左サイドは代表一の人材過多なポジションで、トップ下からコンバートされた中村や小野がレギュラーを務め、スーパーサブにはJリーグで大ブレイク中に帰化した三都主が加わったこともあり、2002年日韓ワールドカップのメンバーには選ばれなかった。
2003年よりジーコジャパンに選出され、三都主アレサンドロのサブとして4バックの左SB（サイドバック）でプレーした。2004年アジアカップでは控えながら、ベテランとして藤田俊哉と共に献身的にチームを盛り上げ代表チームを結束させ、優勝に貢献した。
ドイツW杯・アジア予選でもサブ組ながらチームを盛り上げ、裏からジーコジャパンを献身的に支え続けた。特にチームの雰囲気が悪い中で迎えたアジア最終予選での大一番バーレーン戦前の合宿中に行われた選手間ミーティング（通称「アブダビの夜」）で、「みんな本当にW杯へ行きたいのか。おれは年齢的にも最後だし出たい」と熱く語りチームを結束させたとされる。その結果ワールドカップ出場権獲得につなげたが、ドイツW杯本大会の日本代表メンバーには選出されなかった。結果的に2005年5月22日のキリンカップ・ペルー戦が最後の国際Aマッチ出場となった。

## 引退後
引退後は三浦 淳寛に改名し、サッカー解説者としても活動。宮澤ミシェル・福西崇史らが在籍しているサムデイと所属契約をした。2012年ロンドンオリンピックでは、ジャパンコンソーシアムの解説者として、長谷川健太・宮本恒靖・福西とともに男女サッカーの中継へ出演している。またフジテレビ系列「すぽると!」（2014年まで主として土曜）やテレビ東京系列「FOOT×BRAIN」などにも出演。2015年からはTBS系列「スーパーサッカー」にも出演。また、指導者として第2の人生を歩むべく、日本サッカー協会指導者ライセンス取得を目指していた。
2013年11月4日、ニッパツ三ツ沢球技場で引退試合を開催。

### 指導者時代
2015年、Jリーグで監督を務めるために必要な日本サッカー協会公認のS級ライセンスを取得。
2018年2月より、ヴィッセル神戸のスポーツダイレクターに就任。
2020年9月、トルステン・フィンクの後任としてヴィッセル神戸の監督に就任した。就任後は3連勝スタートを切ったものの、その後が続かず、リーグ戦は29節から34節にかけて6連敗を喫してシーズンを終えた。ACLではグループリーグを突破。決勝トーナメントでは上海上港と水原三星を下したが、準決勝で蔚山現代FCに延長戦の末敗れ、ベスト4で敗退した。
2022年、ACLプレーオフは勝利し、本戦に進出するも、リーグ戦でクラブワースト記録となる7戦未勝利を記録。3月20日に契約解除が発表された。

## プレースタイル
プロでは主に左アウトサイドの選手であったが、小学生から大学生時代にかけて、センターフォワードやウイングをこなしたこともあり、右アウトサイド、左サイドバック、トップ下、ボランチ、フォワードと数多くのポジションをこなすことができる。右利きであるが、ディエゴ・マラドーナにあこがれて子供のころから左足も練習した。
前述のようにフリーキックの名手である他、捕手出身ならではの強肩を生かしてのスローインも武器にしていた。

## 所属クラブ
ユース経歴
- 1984年 - 1986年 明治北SSC（大分市立明治北小学校）
- 1987年 - 1989年 大分市立明野中学校
- 1990年 - 1992年 長崎県立国見高等学校
- 1993年 - 1994年 青山学院大学

プロ経歴
- 1994年 - 1998年 横浜フリューゲルス
- 1999年 - 2000年 横浜F・マリノス
- 2001年 - 2004年 東京ヴェルディ1969
- 2005年 - 2007年8月 ヴィッセル神戸
- 2007年8月 - 2010年 横浜FC

## 個人成績
| 国内大会個人成績 | 国内大会個人成績 | 国内大会個人成績 | 国内大会個人成績 | 国内大会個人成績 | 国内大会個人成績 | 国内大会個人成績 | 国内大会個人成績 | 国内大会個人成績 | 国内大会個人成績 | 国内大会個人成績 | 国内大会個人成績 |
| 年度             | クラブ           | 背番号           | リーグ           | リーグ戦         | リーグ戦         | リーグ杯         | リーグ杯         | オープン杯       | オープン杯       | 期間通算         | 期間通算         |
| 年度             | クラブ           | 背番号           | リーグ           | 出場             | 得点             | 出場             | 得点             | 出場             | 得点             | 出場             | 得点             |
| 日本             | 日本             | 日本             | 日本             | リーグ戦         | リーグ戦         | リーグ杯         | リーグ杯         | 天皇杯           | 天皇杯           | 期間通算         | 期間通算         |
| ---------------- | ---------------- | ---------------- | ---------------- | ---------------- | ---------------- | ---------------- | ---------------- | ---------------- | ---------------- | ---------------- | ---------------- |
| 1994             | 横浜F            | -                | J                | 0                | 0                | 0                | 0                | 0                | 0                | 0                | 0                |
| 1995             | 横浜F            | -                | J                | 51               | 6                | -                | -                | 2                | 1                | 53               | 7                |
| 1996             | 横浜F            | -                | J                | 30               | 3                | 14               | 0                | 2                | 0                | 46               | 3                |
| 1997             | 横浜F            | 6                | J                | 32               | 3                | 10               | 1                | 5                | 2                | 47               | 6                |
| 1998             | 横浜F            | 6                | J                | 32               | 10               | 3                | 2                | 5                | 0                | 40               | 12               |
| 1999             | 横浜FM           | 9                | J1               | 29               | 2                | 6                | 0                | 3                | 0                | 38               | 2                |
| 2000             | 横浜FM           | 9                | J1               | 26               | 5                | 3                | 0                | 1                | 0                | 30               | 5                |
| 2001             | 東京V            | 6                | J1               | 22               | 3                | 2                | 0                | 0                | 0                | 24               | 3                |
| 2002             | 東京V            | 6                | J1               | 8                | 1                | 0                | 0                | 0                | 0                | 8                | 1                |
| 2003             | 東京V            | 6                | J1               | 26               | 2                | 4                | 1                | 3                | 0                | 33               | 3                |
| 2004             | 東京V            | 6                | J1               | 23               | 4                | 0                | 0                | 1                | 0                | 24               | 4                |
| 2005             | 神戸             | 17               | J1               | 25               | 6                | 0                | 0                | 2                | 0                | 27               | 6                |
| 2006             | 神戸             | 17               | J2               | 46               | 15               | -                | -                | 0                | 0                | 46               | 15               |
| 2007             | 神戸             | 17               | J1               | 5                | 0                | 1                | 0                | -                | -                | 6                | 0                |
| 2007             | 横浜FC           | 39               | J1               | 9                | 0                | -                | -                | 1                | 0                | 15               | 0                |
| 2008             | 横浜FC           | 17               | J2               | 37               | 2                | -                | -                | 2                | 0                | 39               | 2                |
| 2009             | 横浜FC           | 17               | J2               | 24               | 3                | -                | -                | 1                | 0                | 25               | 3                |
| 2010             | 横浜FC           | 17               | J2               | 2                | 0                | -                | -                | 0                | 0                | 2                | 0                |
| 通算             | 日本             | 日本             | J1               | 318              | 45               | 43               | 4                | 25               | 3                | 391              | 52               |
| 通算             | 日本             | 日本             | J2               | 109              | 20               | -                | -                | 3                | 0                | 112              | 20               |
| 総通算           | 総通算           | 総通算           | 総通算           | 427              | 65               | 43               | 4                | 28               | 3                | 498              | 72               |

その他の公式戦
- 2000年
  - Jリーグチャンピオンシップ 2試合0得点
- 2006年
  - J1・J2入れ替え戦 1試合0得点

## 個人タイトル
- ナビスコカップ ニューヒーロー賞 (1997年)
- Jリーグオールスターサッカー MIP (2004年)[30]
- 功労選手賞 (2011年)
- Jリーグ月間最優秀監督賞（2021年7月, 10月）

## 日本代表歴

### 出場大会
- U-23日本代表
  - 1996年 - 国際親善試合 - チュニジア戦
  - 2000年 シドニーオリンピック （オーバーエイジ）
- 日本代表
  - 1999年 コパ・アメリカ
  - 2000年 アジアカップ
  - 2001年 コンフェデレーションズカップ
  - 2003年 東アジア選手権
  - 2004年 アジアカップ
  - 2005年 コンフェデレーションズカップ

### 試合数
- 国際Aマッチ 25試合 1得点 (1999年 - 2005年)

| 日本代表 | 国際Aマッチ | 国際Aマッチ |
| 年       | 出場        | 得点        |
| -------- | ----------- | ----------- |
| 1999     | 5           | 1           |
| 2000     | 8           | 0           |
| 2001     | 3           | 0           |
| 2002     | 0           | 0           |
| 2003     | 1           | 0           |
| 2004     | 6           | 0           |
| 2005     | 2           | 0           |
| 通算     | 25          | 1           |

### 出場
| No. | 開催日         | 開催都市                   | スタジアム                       | 対戦相手         | 結果        | 監督                 | 大会                       |
| --- | -------------- | -------------------------- | -------------------------------- | ---------------- | ----------- | -------------------- | -------------------------- |
| 1.  | 1999年06月06日 | 神奈川県                   | 横浜国際総合競技場               | ペルー           | △0-0        | フィリップ・トルシエ | キリンカップ               |
| 2.  | 1999年06月29日 | アスンシオン               |                                  | ペルー           | ●2-3        | フィリップ・トルシエ | コパ・アメリカ             |
| 3.  | 1999年07月02日 | アスンシオン               |                                  | パラグアイ       | ●0-4        | フィリップ・トルシエ | コパ・アメリカ             |
| 4.  | 1999年07月05日 | ペドロ・ファン・カバジェロ |                                  | ボリビア         | △1-1        | フィリップ・トルシエ | コパ・アメリカ             |
| 5.  | 1999年09月08日 | 神奈川県                   | 横浜国際総合競技場               | イラン           | △1-1        | フィリップ・トルシエ | キリンチャレンジ           |
| 6.  | 2000年04月26日 | ソウル                     |                                  | 韓国             | ●0-1        | フィリップ・トルシエ | 国際親善試合               |
| 7.  | 2000年06月04日 | カサブランカ               |                                  | フランス         | △2-2(PK2-4) | フィリップ・トルシエ | ハッサン2世杯              |
| 8.  | 2000年06月06日 | カサブランカ               |                                  | ジャマイカ       | ○4-0        | フィリップ・トルシエ | ハッサン2世杯              |
| 9.  | 2000年06月11日 | 宮城県                     | 宮城スタジアム                   | スロバキア       | △1-1        | フィリップ・トルシエ | キリンカップ               |
| 10. | 2000年06月18日 | 神奈川県                   | 横浜国際総合競技場               | ボリビア         | ○2-0        | フィリップ・トルシエ | キリンカップ               |
| 11. | 2000年08月16日 | 広島県                     | 広島広域公園陸上競技場           | アラブ首長国連邦 | ○3-1        | フィリップ・トルシエ | キリンチャレンジ           |
| 12. | 2000年10月14日 | サイダ                     |                                  | サウジアラビア   | ○4-1        | フィリップ・トルシエ | アジアカップ               |
| 13. | 2000年10月20日 | ベイルート                 |                                  | カタール         | △1-1        | フィリップ・トルシエ | アジアカップ               |
| 14. | 2001年03月24日 | サンドニ                   |                                  | フランス         | ●0-5        | フィリップ・トルシエ | 国際親善試合               |
| 15. | 2001年05月31日 | 新潟県                     | 新潟スタジアム                   | カナダ           | ○3-0        | フィリップ・トルシエ | コンフェデレーションカップ |
| 16. | 2001年06月10日 | 神奈川県                   | 横浜国際総合競技場               | フランス         | ●0-1        | フィリップ・トルシエ | コンフェデレーションカップ |
| 17. | 2003年10月08日 | チュニス                   |                                  | チュニジア       | ○1-0        | ジーコ               | 国際親善試合               |
| 18. | 2004年02月07日 | 茨城県                     | 茨城県立カシマサッカースタジアム | マレーシア       | ○4-0        | ジーコ               | キリンチャレンジカップ     |
| 19. | 2004年04月25日 | ザラエジェルツェグ         |                                  | ハンガリー       | ●2-3        | ジーコ               | 国際親善試合               |
| 20. | 2004年04月28日 | プラハ                     |                                  | チェコ           | ○1-0        | ジーコ               | 国際親善試合               |
| 21. | 2004年07月09日 | 広島県                     | 広島広域公園陸上競技場           | スロバキア       | ○3-1        | ジーコ               | キリンカップ               |
| 22. | 2004年11月17日 | 埼玉県                     | 埼玉スタジアム2002               | シンガポール     | ○1-0        | ジーコ               | ワールドカップ予選         |
| 23. | 2004年12月16日 | 神奈川県                   | 横浜国際総合競技場               | ドイツ           | ●0-3        | ジーコ               | キリンチャレンジカップ     |
| 24. | 2005年03月25日 | テヘラン                   |                                  | イラン           | ●1-2        | ジーコ               | ワールドカップ予選         |
| 25. | 2005年05月22日 | 新潟県                     | 新潟スタジアム                   | ペルー           | ●0-1        | ジーコ               | キリンカップ               |

### 得点
| # | 開催日         | 開催地       | 会場 | 相手   | 結果 | 大会           |
| - | -------------- | ------------ | ---- | ------ | ---- | -------------- |
| 1 | 1999年06月29日 | アスンシオン |      | ペルー | ●2-3 | コパ・アメリカ |

## 出演

### テレビ番組
- すぽると!（2014年、フジテレビ）
- スーパーサッカー（2015年 - 現在、TSB）

## 著書
- 『キックの極意 無回転フリーキック完全マスター』ベースボール・マガジン社、2014年。ISBN 978-4583107042。